# Helius mesorhynchus
Helius mesorhynchus är en tvåvingeart som beskrevs av Alexander 1933. Helius mesorhynchus ingår i släktet Helius och familjen småharkrankar. Inga underarter finns listade i Catalogue of Life.